# Aziza al-Yousef
Aziza al-Yousef es una académica saudita considerada una de las líderes de las luchas por los derechos de las mujeres en su país. Fue detenida por las autoridades saudíes en mayo de 2018 junto con Loujain al-Hathloul y otros activistas en lo que Human Rights Watch interpretó como un acto de amedrentamiento.

## Biografía
Al-Yousef realizó sus primeros estudios en la Universidad Rey Saúd, luego se trasladó a los Estados Unidos y continuó su formación en la Universidad de la Mancomunidad de Virginia. Completó su maestría en la Universidad Rey Saúd, institución donde ejerció la docencia en ciencias informáticas durante 27 años. Es madre de 5 hijos.

## Activismo por los derechos de las mujeres
Al-Yousef se involucró activamente en diversas acciones en defensa de los derechos de las mujeres en su país. En el año 2013, participó de una campaña que buscaba visibilizar los abusos y torturas que sufrió la niña de 5 años de edad Lama al-Ghamdi a manos de su padre, el religioso saudita Fayhan al-Ghamdi, y que concluyeron con la muerte de la menor.
En octubre de 2013 lideró una acción para impulsar la derogación de la norma que en Arabia Saudita impide a las mujeres conducir vehículos. Junto a Eman al-Nafjan que fotografió, filmó y publicó en las redes sociales las imágenes, fueron detenidas a causa de estas acciones. Fueron liberadas luego de que sus respectivos esposos firmaran un documento con la promesa formal de que en adelante ambas mujeres se abstendrían de conducir vehículos.
En 2016 participó en una campaña para abolir el sistema de tutela marculina imperante en su país. En el marco de esa campaña, junto a otra activista intentó entregar personalmente al Consejo Asesor Real una petición de más de 14 000 firmas para abolir las regulaciones de tutela, pero les dijeron que debían enviarlas por correo.
En mayo de 2018 fue detenida por las autoridades saudíes, junto a Loujain Alhathloul, Madeha al-Ajroush, Eman al-Nafjan, Aisha al-Mana, y algunos hombres, adherentes a la campaña en contra de la tutela masculina. Human Rights Watch interpretó que el objetivo de los arrestos era provocar terror en "cualquiera que exprese escepticismo sobre la agenda del príncipe heredero acerca de derechos". Las autoridades saudíes acusaron a los activistas arrestados de tener "contacto sospechoso con grupos extranjeros", proporcionar apoyo financiero a "elementos hostiles en el extranjero" y reclutar trabajadores del gobierno. Estos cargos son compatibles con los delitos tipificados en la ley antiterrorismo de 2017. Según The Independent, los arrestos se produjeron "solo seis semanas antes de que Arabia Saudita deba levantar la única prohibición mundial sobre la conducción de vehículos por parte de mujeres".
Luego de su detención, numerosas personalidades y organismos reclamaron a las autoridades sauditas la liberación inmediata de los activistas. Entre otros, Amnistía Internacional alertó acerca de las evidencias de violaciones de los derechos humanos por parte de las autoridades sauditas, y el Parlamento Europeo emitió una resolución solicitando la inmediata e incondicional liberación de los detenidos, el fin del acoso a los defensores y defensoras de los derechos de las mujeres y una respuesta más firme por parte de la comunidad europea.
Se presume que desde noviembre de 2018 está detenida en la prisión central de Dhahban. Con base en diferentes evidencias, Amnistía Internacional denunció que las activistas detenidas, son sometidas a torturas, abusos sexuales y otros tratos inhumanos. Hacia fines de enero de 2019, Aziza al-Yousef permanecía detenida e incomunicada, sometida a tortura y podría enfrentar una condena de hasta 20 años de prisión.